# Robert Hines
Robert (Bob) Thomas Hines, Jr. (Fayetteville, 11 januari 1975) is een Amerikaans ruimtevaarder. Hij werd in 2017 door NASA geselecteerd om te trainen als astronaut en zou in april 2022 voor het eerst de ruimte ingaan. 
Hines maakt deel uit van NASA Astronautengroep 22. De leden van deze groep begonnen hun training in juni 2017 en werden in januari 2020 astronaut.
Zijn eerste ruimtevlucht SpaceX Crew-4 lanceerde op 27 april 2022. Hines was 170 dagen aan boord van het Internationaal ruimtestation ISS als onderdeel van ISS-Expeditie 67 en 68.